# 수현로 (인천)
수현로(Suhyeon-ro)는 인천광역시 남동구 장수동에서 만수동까지 이르는 인천광역시도로, 총 연장은 1.399 km이다. 또한 해당 도로명은 수현마을이라는 옛 지명을 인용하여 제명되었다.

## 역사
- 2009년 11월 16일 : 도로명으로 수현로를 고시

## 주요 경유지
- 남동구
  - 장수동 - 만수4동 - 만수2동

## 접촉하는 도로
- 무네미로
- 만수로
- 간접 접촉 : 수도권제1순환고속도로 (장수 나들목을 통해 연결 가능)

## 주변 건물 및 시설
- 장수동 버스공영차고지 (수현로 9/장수동 411)
- 미즈우드 (수현로 17/장수동 389)
- 해오름파크 (수현로 18/장수동 390-3)
- 신흥선인장농원 (수현로 21/장수동 388-6)
- 종가농원 (수현로 22/장수동 391-1)
- 태일가든 (수현로 27/장수동 386-4)
- 황금미소 (수현로 28-1/장수동 391-2)
- 은행나무집 (수현로 30/장수동 379)
- 오복집 (수현로 32/장수동 379-1)
- 한결화원 (수현로 33/장수동 381-1)
- 감나무집 (수현로 34/장수동 380)
- 장수화원 (수현로 35/장수동 381-1)
- 산장농원 (수현로 43/장수동 380-1)
- 거명하이츠 (수현로 99/만수동 3-102)
- 명지타운 (수현로 101/만수동 3-38)
- 거명하이츠빌 (수현로 127/만수동 2-77)
- 호영빌딩 (수현로 132/만수동 2-3)

## 특이 사항
이 도로를 이용하여 무네미로와 교차하는 지점까지 직진하면 인천대공원과도 접근 가능하다.